# Марія Гладковська
Марія Гладковська (пол. Maria Gładkowska; нар. 16 вересня 1957 року, Зелена Гура, ПНР) — польська акторка.

## Життєпис
Марія Гладковська народилася 16 вересня 1957 року. Закінчила Театральну академію імені Александра Зельверовича у 1982 році. Працювала у різних театрах Польщі. Також Гладковська працює на телебаченні та бере участь у кінематографічних проєктах.

## Вибрана фільмографія
- Аварійний вихід (1982)
- Кольори святості (1995)